# Paepalanthus stannardii
Paepalanthus stannardii är en gräsväxtart som beskrevs av Ana Maria Giulietti och L.R.Parra. Paepalanthus stannardii ingår i släktet Paepalanthus och familjen Eriocaulaceae. Inga underarter finns listade i Catalogue of Life.